# Бэмбридж, Эрнест
Э́рнест Ге́нри Бэ́мбридж (англ. Ernest Henry Bambridge; 16 мая 1848 — 16 октября 1917) — английский футболист. Выступал за футбольные клубы «Виндзор Хоум Парк», «Свифтс», «Ист Шин» и «Коринтиан», провёл 1 матч за национальную сборную Англии. Старший из тройки братьев, сыгравших за сборную Англии.

## Биография
Родился в Виндзоре (Беркшир) в семье Софии и Уильяма, который был фотографом Королевы Виктории. Окончил школу святого Марка в Виндзоре, а затем Малвернский колледж в Малверне (Вустершир). После завершения карьеры футболиста работал на Лондонской фондовой бирже.
Умер в октябре 1917 года.
Его братья Чарли и Артур также были футболистами и выступали за сборную Англии.

## Футбольная карьера
Выступал за футбольные клубы «Виндзор Хоум Парк», «Свифтс», «Ист Шин» и «Коринтиан». Также выступал за сборную футбольной ассоциации Бершкира.
4 марта 1876 года провёл свою единственную игру за национальную сборную Англии в матче против сборной Шотландии на стадионе «Гамильтон Кресент» в Партике (Глазго). Шотландцы одержали в той игре уверенную победу со счётом 3:0.
С 1876 по 1882 году работал в комитете Футбольной ассоциации. В 1882 году был членом самого первого комитета футбольного клуба «Коринтиан».